# Franciaország címere

Franciaország jelenlegi címere 1953 óta az ország jelképe, bár jogilag nem számít hivatalos címernek. Megtalálható a francia útleveleken és eredetileg a francia külügyminisztérium használta 1912-ben a Jules-Clément Chaplain szobrász által tervezett szimbólumot diplomáciai és konzuli küldetések esetén. 

## Története

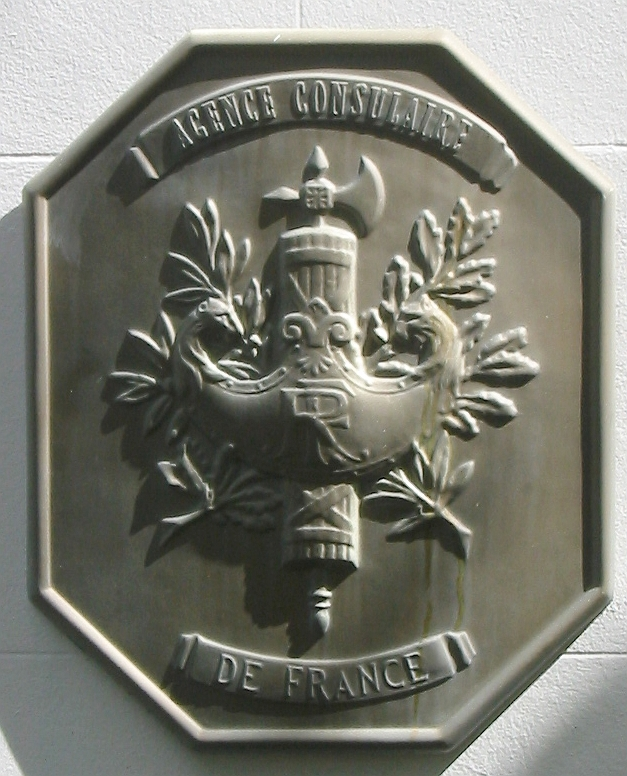
Címer egy francia konzulátuson

A francia kormány hivatalos jelképe

1953-ban Franciaország felkérést kapott az ENSZ-től, hogy küldjön címeréről egy másolatot, amelyet a tanácsteremben a többi tagország címere mellé helyeznek. Végül is Robert Louis (1902–1965) címerrajzoló készítette el a címert Chaplain tervei alapján. Azonban ezt sohasem fogadták el hivatalos címerként.
A szó szoros értelmében inkább beszélhetünk egy emblémáról, mintsem címerről, mivel a heraldikai szabályokat nem tartja be a jelkép. Mellesleg a heraldika sokak számára az arisztokráciát jelenti, ezáltal is utalva az ancien régime-re. 
Az embléma a következő részekből áll:
- Az oroszlánfejekben végződő széles pajzson található az RF monogram, amely a République Française (Francia Köztársaság) jelentéssel bír.
- Az olajág a békét jelenti.
- A tölgyfaág jelentheti az örök életet vagy a bölcsességet.
- A fasces az igazság jelképe (A római lictorok bárdja alapján).

1999 szeptemberében a francia kormány egy új jelképet választott magának, amely a köztársaság jelszavából (Liberté, Égalité, Fraternité), a nemzeti színekből és Marianne-ból, a köztársaság megtestesüléséből tevődik össze.

## Kronológia
| Címer | Leírás | A használat ideje |
| ----- | --- | ----------------- |
|       | France Ancien, királyi címer | 1376 előtt        |
|       | France Moderne, királyi címer | 1376–1589         |
|       | A Francia Királyság címere a forradalomig, Navarra címere is megtalálható benne, miután a navarrai IV. Henrik Franciaország királya lett. | 1589–1789         |
|       | Az első császárság címere I. Napóleon uralkodása alatt.                                                                                   | 1804–1814         |
|       | A restauráció alatt használt címer | 1814–1830         |
|       | A „polgárkirályság” alatt Lajos Fülöp címerét használták.                                                                                 | 1830–1848         |
|       | A második császárság címere III. Napóleon uralkodása alatt.                                                                               | 1852–1870         |
|       | A harmadik köztársaság nem hivatalos címere.                                                                                              | 1898–1953         |

## Fordítás
- Ez a szócikk részben vagy egészben  a   Coat_of_arms_of_France című angol Wikipédia-szócikk fordításán alapul.  Az eredeti cikk szerkesztőit annak laptörténete sorolja fel. Ez a jelzés csupán a megfogalmazás eredetét és a szerzői jogokat jelzi, nem szolgál a cikkben szereplő információk forrásmegjelöléseként.